# Teorema de Mohr-Mascheroni
En geometría euclídea, el teorema de Mohr-Mascheroni establece que todas las construcciones geométricas que pueden realizarse con regla y compás pueden realizarse únicamente con compás. Hay que notar que aunque no puede trazarse con un compás una línea recta; dados dos puntos de la misma, es posible obtener un conjunto denso de puntos en la recta dada.

## Enunciado e historia del teorema
En 1797 el matemático italiano Lorenzo Mascheroni publicó la obra en verso dedicada a Napoleón Bonaparte La geometria del compasso donde demostró el siguiente teorema:
| Todos los problemas de construcción que se resuelven con ayuda del compás y la regla, pueden resolverse con precisión empleando solo un compás Lorenzo Mascheroni (1797) |

Aunque Mascheroni demostró el teorema en 1797, en 1928 el matemático danés Guelmslev encontró en una tienda de libros de Copenhague el libro Euclides danés de Georg Mohr, publicado en Ámsterdam en 1672, donde se solucionaba el mismo problema que Mascheroni.